# Aphilopota aspersa
Aphilopota aspersa är en fjärilsart som beskrevs av Louis Beethoven Prout 1938. Aphilopota aspersa ingår i släktet Aphilopota och familjen mätare. Inga underarter finns listade i Catalogue of Life.